# Кузнецов, Сергей Константинович
Серге́й Константи́нович Кузнецо́в (2 июня 1993 года, Москва) — российский дартсмен. Двукратный чемпион России. Самый молодой чемпион России по дартсу среди мужчин в личном разряде.

## Биография
Занимался дартсом в Московском дворце пионеров. Первый тренер — Григорий Русанов.
В апреле 2007 года выиграл чемпионат России по дартсу, обыграв в финале Льва Кузьмичёва. На тот момент Кузнецову было 13 лет и 10 месяцев. Этот успех сделал его самым молодым чемпионом России по дартсу в истории.
В том же году выиграл командный чемпионат России в составе сборной Москвы — его однокомандниками были Роман Кончиков, Павел Малютин и Павел Бобриков.
После победного 2007 года перестал играть в дартс. Сейчас, по некоторым данным, занимается внеспортивной деятельностью.

## Достижения

### Личные
- Чемпион России (2007)

### Командные
- Чемпион России (2007)